# 보딩 게이트
《보딩 게이트》(Boarding Gate)는 프랑스에서 제작된 올리비에 아사야스 감독의 2007년 에로 스릴러 영화이다. 아시아 아르젠토 등이 출연하였고, 프랑수아 마르골랭 등이 제작에 참여하였다.

## 출연진
- 아시아 아르젠토
- 마이클 매드슨
- 우자룽
- 린시레이
- 킴 고든
- 조아나 프라이스

## 기타 제작진
- 배역: 앙투아네트 불라